# Marceau Pivert
Marceau Pivert (Montmachoux, 2 de octubre de 1895 – París, 3 de junio de 1958) fue un profesor, sindicalista, militante socialista y periodista francés.

## En el Partido Socialista
Nació el 2 de octubre de 1895 en Montmachoux.  Activo en el Syndicat National des Instituteurs (SNI), partidario incondicional del laïcité y pacifista después de haber servido en la Primera Guerra Mundial, Pivert se unió al Partido Socialista (PS) y luego a la Section française de l'Internationale ouvrière (SFIO) a cargo de Léon Blum (la sección del Partido que rechazó en la adherencia de 1920 al Comintern, que se oponía al nuevo Partido Comunista de Francia, PCF).
A comienzos de los 1930s, Pivert juntó a la mayoría de los miembros del SFIO de la Izquierda política en su tendencia Gauche Révolutionnaire ("Revolucionaria de Izquierda"), en la cual fue miembro Daniel Guérin, quien se abrió al Trotskismo, iniciando el entrismo como última táctica.
En 1936, cuando Blum formó el gobierno del Frente Popular, este fue presionado por Pivert para rechazar el Capitalismo. Testigo de huelgas espontáneas por todo el país, Blum se negaba a pensar que pudieran surgir condiciones revolucionarias. Pivert luego escribió su artículo más conocido, publicado el 27 de mayo, titulado Tout est possible! ("Todo Es Posible"), aludiendo a la revolución social (aunque nunca a una socialista). Sin embargo, él fue contradicho por el diario de la prensa comunista L'Humanité (el PCF fue partidario del gobierno de Blum). La editorial comunista leyó: Non! Tout n'est pas possible! ("No! No Todo Es Posible!"). En consecuencia, Pivert cortó relaciones con el gobierno, escribiéndole a Blum que "No voy a aceptar capitulación en frente del Capitalismo y los bancos".

## Líder del PSOP

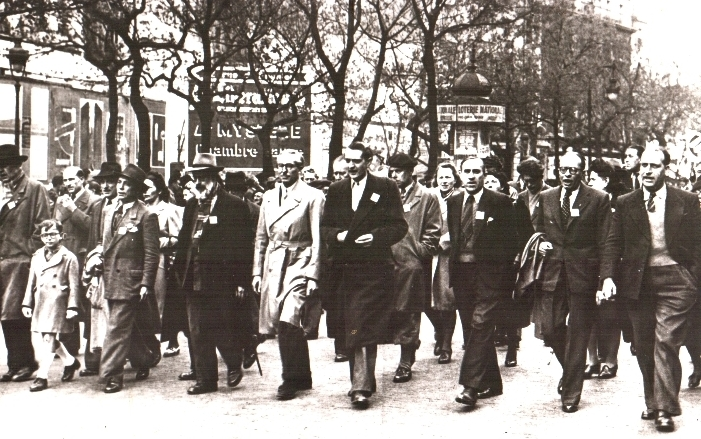
Marceau Pivert y Georges Dardel desfilando.

La Gauche Révolutionnaire dejó la SFIO para establecer el Partido Socialista Obrero y Campesino (Parti Socialiste Ouvrier et Paysan, PSOP), que estuvo durante mucho tiempo buscando un lugar entre los Socialistas y los Estalinistas. De hecho, su ideología fluctuó de la ortodoxia Marxista a una versión radical de Reformismo. En 1940, el PSOP fue prohibido tras la caída de Francia frente a la Alemania Nazi, a través de las órdenes del líder Philippe Pétain del gobierno de Vichy.
Pivert exilió a México, y apoyó la Resistencia Francesa. Regresó a Francia después de la Segunda Guerra Mundial y vio al PSOP dividido entre el ala que se unió al PCF (que adquirió prestigio luego de su activa contribución a la Resistencia), y la que se unió al SFIO - por la que él optó finalmente.
Dentro de la SFIO se hizo más moderado, y su audiencia se redujo. Pivert fue elegido regularmente para el liderazgo del partido, pero no obstante se mantuvo en la independencia de Argelia y fue hostil a la creación de una Comunidad de Defensa Europea (contraria a la línea del partido). Antagonizó la SFIO después de haber formado parte de una delegación que visitó la Unión Soviética, y fue derrocado de su posición central por votación. De acuerdo a algunos, Pivert pensaba unirse al nuevo Parti Socialiste Autonome (PSA) creado por Édouard Depreux y Alain Savary, pero murió antes de poder hacerlo. Sin embargo, la mayoría de sus seguidores en la SFIO ingresaron al PSA luego en 1958.
Falleció en París el 3 de junio de 1958.